# Synagogue de Sedan
La synagogue de Sedan est une synagogue située à Sedan, en France, construite en 1878, lorsque la communauté juive de Sedan s'est accrue avec l'arrivée de réfugiées d'Alsace-Moselle, province devenue allemande après la guerre franco-allemande de 1870.

## Description
À l'extérieur, un édicule de faitage représente les tables de la Loi. Les rosaces du chevet et du portail forment l'étoile de David. D’architecture sobre à l’intérieur, avec une nef et deux bas-côtés portant des tribunes, elle est peu ornementée. Le tabernacle qui contient les tables de la loi prend une bonne partie d'un mur et est recouvert d’un rideau de velours brodé. À l'intérieur, quelques décors : chapiteaux corinthiens, décorations quadrilobées des tribunes et fenêtres trilobées.

## Localisation
La synagogue est située sur la commune de Sedan, dans le département français des Ardennes au 6 avenue de Verdun. L'avenue de Verdun qui se prolonge en l'avenue Philippoteaux, est une artère, d'environ 2 km de long, créée dans la ville de Sedan, entre 1876 et 1878, lorsque le maire, Auguste Philippoteaux obtint, en 1875, le démantèlement de la place forte de Sedan et la destruction de bastions fortifiés, ouvrant la ville et permettant son extension. L'emplacement de la synagogue est en début de ce boulevard, « à la tête du plus beau boulevard » s'exclama le président de la communauté.

## Historique de la synagogue et de la communauté juive
Une petite communauté juive existe dans les Ardennes au Moyen Âge et qui se développe sur le territoire de Sedan par son statut de principauté. Sedan connait également en 1651 l'installation d'émigrés juifs venant d'Amsterdam, de la Jodenbreestraat, issus eux-mêmes du Portugal. Cette communauté a pratiquement disparu au XVIIIe siècle, surtout après son rattachement à la France. Un fabricant de draps, Hayem Solm Créhange, s'installe en 1798, huit israélites sont dénombrés en 1806. Avant la guerre franco-allemande de 1870, la communauté juive de Sedan est très réduite et un appartement particulier tient lieu de synagogue.
Lorsque l'Alsace-Moselle devient allemande, une partie de sa communauté juive émigre dans les Ardennes. Les tailleurs Cahen et Salomon, les fabricants de drap Troller, Blum et Klein, les négociants en cuir Nerson, les bouchers Levy, les marchands de chevaux Haas, etc. La synagogue de Sedan est construite en 1878-1879 sur les plans de l’architecte Mazuel, aux frais de l’Etat et de la ville. L'inauguration a lieu le 25 août 1880, en présence des autorités civiles et militaires et du grand rabbin de France. Simon Debré, père du pédiatre Robert Debré, est rabbin à Sedan de 1880 à 1888. Il est le premier rabbin à officier dans ce nouvel édifice.
En pleine affaire Dreyfus, le 25 janvier 1898, une manifestation antisémite regroupant 500 personnes se déroule à Sedan, aux cris de : « À bas les juifs ! Vive l'armée ! ». Le quotidien local, Le Petit Ardennais, bien que modérément antidreyfusard, parle de « chahut de collégiens ». Le 5 août 1899, c'est à son tour Jean Jaurès qui vient sur place et tient un meeting dans la même ville, pour soutenir les dreyfusards.
La communauté juive comprend une centaine de personnes dans la cité au début du XXe siècle. Pendant la Seconde Guerre mondiale, 45 juifs sont déportés dans les camps d'Auschwitz et de Ravensbrück. Un monument le rappelle place Voltaire. En 1962, à la fin de la Guerre d'Algérie, l'arrivée en France de rapatriés d'Algérie, dont des juifs séfarades, contribue à agrandir la communauté juive de Sedan. Dans les décennies suivantes, les facteurs économiques ont entraîné un départ des populations vers de plus grandes villes, notamment Paris, et la communauté juive de Sedan a diminué. Certains Juifs ont également émigré en Israël.
L'édifice est inscrit en 1984 au titre des monuments historiques.